# 潮性办公室
《潮性办公室》（英語：MicroSex Office）是於2011年上映，由同名的舞台劇改编而成的，以性為題材的香港電影喜剧。

## 剧情
讲述香港的梅花油公司陷入经济危机中，被中国成人保健有限公司收购后，公司内的员工在沉闷无聊的生活中产生种种性幻想而出现一系列的喜剧故事。

## 主演
| 姓名   | 角色       | 备注 |
| ------ | ---------- | ---- |
| 詹瑞文 | 周经理     |      |
| 沈志明 | 晓明       |      |
| 吕慧仪 |            |      |
| 泰臣   | 阿泰       |      |
| 陈静   | 知贤       |      |
| 莊思敏 | 宇春       |      |
| 趙彤   |            |      |
| 黃文慧 | 大姨媽     |      |
| 梁文韬 | 美味棧廚神 |      |
| 陳嘉佳 | 小巴乘客   |      |
| 高威廉 | 巴士騎呢男 |      |
| 陳嘉玲 | 阿泰前女友 |      |
| 黃穎君 | 客人A      |      |
| 李嘉   | 沙灘肌肉男 |      |
| 蝦頭   |            |      |
| 喬寶寶 |            |      |

## 外部連結
- 開眼電影網上《潮性办公室》的資料（繁體中文）
- 香港影庫上《潮性办公室》的資料（繁體中文）
- 时光网上《潮性办公室》的資料（简体中文）
- 豆瓣电影上《潮性办公室》的資料 （简体中文）
- 爛番茄上《潮性办公室》的資料（英文）
- 互联网电影数据库（IMDb）上《潮性办公室》的资料（英文）

## 分級制度
依香港電影分級制度本片屬於IIB級，青少年及兒童不宜。